# Le Poislay
Le Poislay är en kommun i departementet Loir-et-Cher i regionen Centre-Val de Loire i de centrala delarna av Frankrike. Kommunen ligger i kantonen Droué som tillhör arrondissementet Vendôme. År 2022 hade Le Poislay 198 invånare.

## Befolkningsutveckling
Antalet invånare i kommunen Le Poislay
| Referens: INSEE |